# Eponisiella casta
Eponisiella casta är en insektsart som beskrevs av Alexander Fyodorovich Emeljanov 1987. Eponisiella casta ingår i släktet Eponisiella och familjen Meenoplidae. Inga underarter finns listade i Catalogue of Life.